# طواف فلاندرز 1994
طواف فلاندرز 1994 هو سباق دراجات هوائية أقيم بتاريخ 3 أبريل 1994، تكون السباق من 1 مراحل وامتدّ لمسافة 268 كم بسرعة 39.668 كم/س، استغرق السباق 6 ساعة 45 دقيقة 20 ثانية. فاز به الإيطالي جياني بونيو وحلّ ثانيا يوهان موسيو.

## الترتيب
| م                     | الدرّاج      | البلد   | الزمن                    |
| --------------------- | ----------- | ------- | ------------------------ |
| الفائز بالترتيب العام | جياني بونيو | إيطاليا | 6 ساعة 45 دقيقة 20 ثانية |
| الثاني                | يوهان موسيو | بلجيكا  |                          |